# Hamilton Othanel Smith
Hamilton Othanel Smith (ur. 23 sierpnia 1931 w Nowym Jorku) – amerykański mikrobiolog, laureat Nagrody Nobla w dziedzinie fizjologii i medycyny.
Absolwent University Laboratory High School w Urbana w stanie Illinois. Uczęszczał również na University of Illinois at Urbana-Champaign (UIUC), ale w 1950 roku przeniósł się Uniwersytet Kalifornijski w Berkeley, gdzie uzyskał licencjat z matematyki w 1952 roku. Tytuł doktora medycyny otrzymał na Uniwersytecie Johnsa Hopkinsa w Baltimore w 1956.
W 1978 roku została mu przyznana Nagroda Nobla w dziedzinie fizjologii i medycyny za odkrycie drugiego typu enzymów restrykcyjnych wraz z Werner Arber oraz Danielem Nathans.
Później został czołową postacią na rodzącym się polu genomiki, kiedy to w 1995 roku wraz ze swoim zespołem w Instytucie Badań Genomiki w Rockville (Maryland) odczytał pierwszy genom bakterii Haemophilus influenza. H. influenza, ten sam organizm, w którym Smith odkrył enzymy restrykcyjne w latach 60. Następnie odegrał kluczową rolę w odczytywaniu wielu genomów w Instytucie Badań Genomiki oraz w odczytywaniu ludzkiego genomu w ośrodku badań Celera Genomics, do którego przyłączył się w chwili jego założenia w 1998 roku.